# Givrakh
Givrakh (en azéri Qıvraq) est une ville et municipalité de la République autonome de Nakhitchevan en Azerbaïdjan. C'est la capitale du raion de Kangarli.